# Saint-Privat (Ardèche)
Saint-Privat è un comune francese di 1 620 abitanti situato nel dipartimento dell'Ardèche della regione dell'Alvernia-Rodano-Alpi.

## Società

### Evoluzione demografica
Abitanti censiti